# Kalle Anka som björnvaktare
Kalle Anka som björnvaktare (även Kalle Anka i björnparken) (engelska: Bearly Asleep) är en amerikansk animerad kortfilm med Kalle Anka från 1955.

## Handling
Det är vinter och skogvaktare Kalle Anka ger order till björnarna att gå i ide, men en av björnarna, Humphrey, har lite svårt att somna. När han väl lyckas börjar han att snarka, vilket leder till att han blir utkörd från grottan och måste leta efter ett annat ställe att sova på, exempelvis hemma hos Kalle Anka.

## Om filmen
Filmen är producerad i Cinemascope.
Filmen hade svensk premiär den 2 december 1957 på Sture-Teatern i Stockholm och ingick i kortfilmsprogrammet Kalle Ankas festprogram där även Kalle Ankas snöbollskrig, Nalles fiskafänge och Björnarnas rock'n roll ingick.

## Rollista
- Clarence Nash – Kalle Anka
- James MacDonald – Björnen Humphrey (inget tal)[7]